# 小林豐
小林豐（1989年3月19日—），是日本的歌手・演員，為中京圈地方偶像團體BOYS AND MEN的成員之一。暱稱為 。
滋賀縣栗東市出身。隸屬於FORTUNE ENTERTAINMENT INC.（原：Tani Promotion）。身高174cm。血型為B型。星座為 雙魚座。在BOYS AND MEN的代表色是綠（黃綠），2013年中開始成為團體內的最年長成員。

## 簡歷
高中畢業後到製菓專門學校就讀，並取得製菓衛生師執照後，以男性甜點師傅的身分，在滋賀和東京工作。後來在朋友推薦下參加JUNON SUPER BOY選拔賽、2009年11月開始加入經紀公司 Tani Promotion展開演藝活動。出道後有段時間同時進行演藝人員與甜點師傅的工作。
2010年6月參加BOYS AND MEN的前身企劃「IKEMEN☆NAGOYA」。小林雖然並不是企劃中所需要的東海地方出身或居住人士、但在經紀公司的希望下參加試鏡、成為BOYS AND MEN的初期成員。
2011年、在『網球王子舞台劇第二季』演出觀月初一角。因為參與排練與演出的關係、曾短期暫停BOYS AND MEN的活動。之後雖再度展開團體活動，但還是持續有團體外的舞台演出工作。
2012年2月、以身為BOYS AND MEN的內部團體・YanKee5的一員CD出道。同年11月、以單曲「我的世界即將改變/seven colors☆love」個人CD出道。
2013年2月、BOYS AND MEN的第一回人氣投票第五名。同年、演出『假面騎士鎧武』中的第二男主角・驅紋戒斗/假面騎士巴隆，這也是小林第一次成為連續劇的固定卡司。
2014年7月底開始、在刊登食譜的網路論壇『Cookpad』，開設專欄「小林豐的廚房」，並不定期投稿食譜。同年11月、以此專欄為基礎，發表「戀愛甜點食譜（恋するスイーツレシピ）」單曲企劃，作詞皆為漫畫家水城雪可奈。
2014年、BOYS AND MEN的第二回人氣投票第二名。同年、首次主演連續劇『為何東堂院聖也16歲還交不到女朋友？』。
2015年7月、「戀愛甜點食譜」單曲企劃第四彈，獲Oricon公信榜7/26日榜第五。同月發行個人第一本食譜書「小林豊の恋するレシピ」。
2022年4月因偷竊案而被公司解約

## 人物
興趣是甜點烹飪・美食巡禮、專長是料理。
曾徵選『海賊戰隊豪快者』的「船長・馬貝拉斯」一角，並入圍最終審核，但因為在別的試鏡合格，便退出海賊戰隊的徵選。曾訝異於飾演「船長・馬貝拉斯」的小澤亮太和自己很相似。
『假面騎士鎧武』中所飾演的假面騎士巴隆，代表造型為香蕉、但本人從以前就討厭香蕉、也是所有食物裡唯一不敢吃的。曾多次在訪談中表示、「小學時曾經吃完香蕉後長跑，感覺很噁心所以之後就變得不敢吃了」、「被通知要演出巴隆時，我還以為是開玩笑」。但後來本人表示，「演了巴隆後，總算克服自己最討厭的香蕉了」。
公認的運動白癡、非常不擅長拍攝動作戲。演出『假面騎士鎧武』時，曾在訪談表示「在森林走路的場景、走個6步就扭到腳了」、「每做一個打鬥動作，就會受傷一次」。『假面騎士鎧武』動作指導石垣広文的評價是：雖然小林身體很僵硬，但靠著本人的幹勁還是度過了難關。
性格開朗、服務精神旺盛，無論是在拍攝現場、舞台見面會，都可以讓現場氣氛變得很和樂。由於在『假面騎士鎧武』飾演的驅紋戒斗，和小林本人性格完全相反，這巨大的反差讓他獲得許多人的支持。縱然如此，『假面騎士鎧武』卻令小林一劇成名。
鎧武的幕後人員在拍攝過程中，曾表示想要一個以小林的個性為基礎的角色，因此在後來的『鎧武外傳 假面騎士斬月/假面騎士巴隆』，就有根據小林的性格，塑造出角色・沙普爾（シャプール），並由小林一人分飾兩角。導演『金田治』曾表示，小林在TV版中飾演戒斗經常NG，但演出沙普爾都一次就成功。

## 出演

### 電視劇
※粗字為主演
- 夢想起飛Dream High 第10集（2011年3月、韓國KBS）飾 Ken
- 抓住明日的光 -2013 夏-（2013年7月、東海電視台）[31]
- 假面騎士鎧武（2013年10月 - 2014年9月、朝日電視台）飾 驅紋戒斗 / 假面騎士巴隆（聲音演出） / 勳爵・巴隆（聲音演出）
- 烈車戰隊特急者VS假面騎士鎧武 春假合體特別篇（2014年3月30日、朝日電視台）飾 驅紋戒斗 / 假面騎士巴隆（聲音演出）
- 為何東堂院聖也16歲還交不到女朋友？（2014年10月 - 12月、メ～テレ）主演・東堂院聖也
- 往名古屋的最終列車 第3夜（2015年2月、メ～テレ）飾 小林豐
- （2015年3月 - 5月、東海電視台）飾 翔也
- 假面騎士ZI-O 第11-12集（2018年11月18日 - 11月25日，朝日電視台）- 飾 駆紋戒斗

### 電影
※粗字為主演
- 春風物語 托生君系列4 Pure（2010年）飾 吉澤道雄
- 假面騎士×假面騎士 鎧武 & Wizard 天下決勝之戰國MOVIE大合戰（2013年）飾 驅紋戒斗 / 假面騎士巴隆（聲音演出）
- 平成騎士對昭和騎士 假面騎士大戰 feat.超級戰隊（2014年）飾 驅紋戒斗 / 假面騎士巴隆（聲音演出）
- 劇場版 假面騎士鎧武 足球大決戰！黃金果實爭奪杯！（2014年）飾 驅紋戒斗 / 假面騎士巴隆（聲音演出）
- 假面騎士×假面騎士 Drive & 鎧武 MOVIE大戰 Full Throttle（2014年）飾 驅紋戒斗 / 假面騎士巴隆（聲音演出）
- 武士・ROCK（2015年）主演・織田信長[32]
- 家族遊戲（2015年）
- BOYS AND MEN ～One For All, All For One～ (2016年) 飾 小林豊

### 舞台
※粗字為主演
- STRAIGHT DRIVE!（ ）（2010年11月 - 2011年2月）主演・松本大樹 等[33]
- 網球王子舞台劇第二季（2011年 - 2014年 ）飾 觀月初
- 。-Switching On Summer-（2011年8月）飾 小關安彥
- WHITE★TIGHTS（ ）（2011年8月 - 2012年5月）飾 野光悟史[34]
- （2012年2月）飾 壽木榮[35]
- 男子ing!（2012年3月 - 4月）飾 加藤
- STRAIGHT DRIVE R!（ ）（2012年6月）主演・松本大樹 等
- WHITE★TIGHTS II（ホワイト★タイツII）（2012年11月 - 2013年2月）飾 野光悟史
- 東京奇人博覽會（2013年4月）GUEST出演
- Returner 我們的幕末異傳 完全版（2014年1月）飾 胡蝶[36]
- 最後的武士（2015年3月）飾 小山良運

### 電視節目
※有關以團體身份之節目，請參考 BOYS AND MEN#出演
- 特搜指令!愛知★警察AAA（2012年8月 - 2013年2月、メ〜テレ）飾 愛知守
  - 特搜指令!愛知★警察MAX（2014年9月 - 2015年3月）
- ゴゴスマ -GO GO!Smile!-（2014年10月 - 、CBCテレビ|CBC）「ボイメン体操」成員
- キャッチ!（2015年1月 - 、中京電視台）「めざせ!チューボー王子」

### OV作品
※粗字為主演
- 《鎧武外傳 假面騎士斬月/假面騎士巴隆》（2015年） - 飾 驅紋戒斗 / 假面騎士巴隆（聲音演出）、沙普爾（シャプール）（2役、與久保田悠来雙主演）
- 《鎧武外傳 假面騎士杜古/假面騎士納高爾》（2015年） - 飾 驅紋戒斗
- 《假面戰隊五騎士》-飾 驅紋戒斗/假面騎士巴隆(聲飾)

### CM
- 卡西歐「EXILIM 手機 CA003」
- 花王「バブ爽快シャワー」（2014年）

### 遊戲
- 假面騎士 BATTLE GANBARIZING（2013年、萬代）飾 假面騎士巴隆（聲音演出）
- 假面騎士 鬪騎大戰II（2014年、PS3）飾 假面騎士巴隆（聲音演出）
- 假面騎士 召喚大戰!（2014年、PS3、Wii U） - 飾 假面騎士巴隆（聲音演出）

### 其他
- NATURE REPUBLIC 広報「NATURE REPUBLIC BOYS」（2012年）

## 作品
※有關以團體身份之作品，請參考 BOYS AND MEN#作品

### 單曲
1. 我的世界即將改變/seven colors☆love（2012年11月11日、Fortune Records）
  - 我的世界即將改變（作詞：YUMIKO、作曲：小内喜文、編曲：DY-T）
  - seven colors☆love（作詞：YUMIKO、作曲：船曳耕市、編曲：原田アツシ）
2. インフニティ∞スケール（2014年10月25日、Fortune Records）
  - インフニティ∞スケール（作詞：YUMIKO、作曲・編曲：原田アツシ）

メ〜テレ『為何東堂院聖也16歲還交不到女朋友？』片尾曲
  - Jumpin' to a Wild Soul
3. 戀愛甜點食譜１ 〜令妳墜入情網的方法之一〜（2014年11月19日、恋するレコード）
  - 夏の思い出レモンソルト（作詞：水城雪可奈、作曲：多田慎也、編曲：中村友）
  - まるで・ピーチ・ジンジャーエール（作詞：水城雪可奈、作曲・編曲：KAY）
  - キミイロバナナタルト（作詞：水城雪可奈、作曲・編曲：伊橋成哉）
4. 戀愛甜點食譜２ 〜令妳墜入情網的方法之一〜（2014年12月10日、恋するレコード）
  - WHITE SNOW -ブッシュ・ド・ノエル-（作詞：水城雪可奈、作曲・編曲：浅田将明）
  - 秘密のトリコ・オア・トリート（作詞：水城せとな、作曲：テルジ ヨシザワ、編曲：MEG.ME）
  - 初恋ギモーブ（作詞：水城雪可奈、作曲：テルジ ヨシザワ、編曲：井尻希樹）
5. 戀愛甜點食譜３ 〜令妳墜入情網的方法之一〜（2015年1月21日、恋するレコード）
  - ジャッポネーゼ（作詞：水城雪可奈、作曲・編曲：MEG.ME）
  - 誘われフォンダンルージュ（作詞：水城雪可奈、作曲・編曲：L-m-T）
  - 君と僕のバレンタイン（作詞：水城雪可奈、作曲・編曲：Masaaki Asada）
6. 戀愛甜點食譜４ 〜令妳墜入情網的方法之一〜（2015年7月22日、恋するレコード）
【初回限定盤(Amazon限定流通商品)】
CD収録曲
  - 情熱マンゴーセニョリータ（作詞：水城雪可奈、作曲・編曲：テルジヨシザワ）
  - 君に贈るSpecial Cake（作詞：水城雪可奈、作曲・編曲：Masaaki Asada）
  - 月宵桜-sakuramochi-（作詞：水城雪可奈、作曲・編曲：GRP）

DVD収録内容
  - 情熱マンゴーセニョリータ -MUSIC VIDEO-
  - 恋するスイーツレシピ Episode 10 ～君に贈るSpecial Cake～
  - 恋するスイーツレシピ Episode 11 ～月宵桜 -sakuramochi-～
  - 恋レピ♥LIVE 2015.03.29 恵比寿ザ・ガーデンルーム　Special Movie
  - 月宵桜 -sakuramochi- LIVE VIDEO

【CD ONLY盤】
  - 情熱マンゴーセニョリータ（作詞：水城雪可奈、作曲・編曲：テルジヨシザワ）
  - 君に贈るSpecial Cake（作詞：水城雪可奈、作曲・編曲：Masaaki Asada）
  - 月宵桜-sakuramochi-（作詞：水城雪可奈、作曲・編曲：GRP）

### DVD
- 『COLORs』Making DVD（2014年、slf）

## 書籍

### 寫真集
- COLORs（2014年、slf）

### 雜誌連載
- 東海walker「BOYS AND MEN 小林豊の勝手にご当地グルメ開発所」（2012年6月 - 2013年3月、角川雜誌社）

### 其他
- 小林豊の恋するレシピ （2015年7月28日、小学館SJムック）

## 備註
1. 1 2 3 4  . フォーチュンエンターテイメント. 2013-11-03. （原始内容存档于2015-06-10） （日语）.
2. 1 2 3  . ニュースウォーカー. 2013-07-29  [2013-11-03]. （原始内容存档于2013-10-12） （日语）.
3. 1 2  . PULISH+ volume181. 2014-01-24  [2014-02-11]. （原始内容存档于2016-03-04） （日语）.
4. 1 2 3 4  . nikkansports.com. 2014-03-13  [2014-05-06]. （原始内容存档于2018-08-20） （日语）.
5. ↑  . 小林 豊オフィシャルblog. 2010-02-07  [2014-01-13]. （原始内容存档于2010-02-20） （日语）.
6. ↑  . BOYS AND MENオフィシャルブログ. 2011-04-20  [2014-05-06]. （原始内容存档于2014-02-25） （日语）.
7. 1 2 3  「仮面ライダーバロン・駆紋戒斗役 小林豊」 スポーツ報知「『仮面ライダー鎧武／ガイム』特別号」、2013年、6面。
8. ↑  . BOYS AND MENオフィシャルブログ. 2011-01-23  [2013-11-03]. （原始内容存档于2014-08-26） （日语）.
9. 1 2  . ORICON STYLE. 2013-07-25  [2013-11-03]. （原始内容存档于2013-10-30） （日语）.
10. ↑  . マイナビニュース. 2014-07-29  [2014-08-02]. （原始内容存档于2016-04-17） （日语）.
11. ↑  . TV LIFE. 2014-09-06  [2014-12-03]. （原始内容存档于2015-06-10） （日语）.
12. ↑  . コミックナタリー. 2014-11-19  [2014-12-03]. （原始内容存档于2018-08-20） （日语）.
13. ↑  . BOYS AND MENオフィシャルブログ. 2014-09-24  [2014-09-30]. （原始内容存档于2014-10-06） （日语）.
14. ↑  . 小林豊オフィシャルブログ. 2014-09-22  [2014-12-03]. （原始内容存档于2015-06-10） （日语）.
15. ↑  . 2015-07-27  [2015-07-27]. （原始内容存档于2016-03-05） （日语）.
16. ↑  .   [2022-04-10]. （原始内容存档于2022-04-13）.
17. ↑  「仮面ライダー鎧武／ガイム キャストインタビュー 小林豊」 『宇宙船 (雑誌) vol.142 2013年秋号』 ホビージャパン、2013年。
18. ↑  . 小林豊オフィシャルブログ. 2011-05-23  [2013-11-03]. （原始内容存档于2017-04-20） （日语）.
19. 1 2  鎧武COMPLETE TRACKS 2014，第18頁，「小林豊インタビュー（ハイパーホビー 2013年11月号掲載）」
20. ↑  . 電撃オンライン. 2014-07-05  [2014-10-02]. （原始内容存档于2019-12-15） （日语）.
21. 1 2  鎧武公式完全読本 2014，第14-19頁，「ARMORED RIDER COLLECTION_02 仮面ライダーバロン/駆紋戒斗 Interview with 小林豊」
22. 1 2 3  . 週刊 仮面ライダー オフィシャルパーフェクトファイル (デアゴスティーニ・ジャパン). 2015-05-12, No.30: 30-31. 雑誌コード：30652-5/12.
23. ↑  「仮面ライダーバロン／駆紋戒斗 小林豊インタビュー」 『ハイパーホビー 5月号』 徳間書店、2014年、18-19頁。
24. ↑   49. 辰巳出版. 2014: 38頁.
25. 1 2  鎧武公式完全読本 2014，第81頁，「GAIM STAFF INTERVIEW_02 石垣広文」
26. ↑  鎧武COMPLETE TRACKS 2014，第80-81頁，「小林豊インタビュー（ハイパーホビー 2014年5月号掲載）」.
27. ↑  鎧武公式完全読本 2014，第54-55頁，「ARMORED RIDER COLLECTION_11 仮面ライダーナックル/ザック Interview with 松田岳」.
28. ↑  鎧武COMPLETE TRACKS 2014，第108頁，「虚淵玄（脚本）×ビートライダーズ座談会」.
29. ↑  鎧武外伝公式VB 2015，第44-45、70-77頁.
30. ↑  鎧武外伝公式VB 2015，第76-77頁，「STAFF INTERVIEW 003 監督 金田治（ジャパンアクションエンタープライズ）」.
31. ↑  . BOYS AND MENオフィシャルブログ. 2013-06-12  [2014-06-24]. （原始内容存档于2014-10-06） （日语）.
32. ↑  . サカエ経済新聞. 2014-12-08  [2015-02-03]. （原始内容存档于2016-03-04） （日语）.
33. ↑  . 小林豊オフィシャルブログ. 2010-12-03  [2015-02-03]. （原始内容存档于2016-04-13） （日语）.
34. ↑  . 東海ウォーカー. 2011-08-14  [2015-06-09]. （原始内容存档于2013-11-09） （日语）.
35. ↑  . 舞台「不思議な街の王子様」公式サイト.   [2015-02-03]. （原始内容存档于2015-02-03） （日语）.
36. ↑  . 小林豊オフィシャルブログ. 2014-01-12  [2015-02-03]. （原始内容存档于2017-04-20） （日语）.

## 外部連結
- 小林豐 of NDP - 事務所的公式個人頁面
- 小林豐個人AMEBA部落格 （页面存档备份，存于）
- 戀愛甜點食譜 官方網站 （页面存档备份，存于）
- 小林豐的廚房 （页面存档备份，存于） - 『Cookpad』專欄
- BOYS AND MEN官方部落格: 小林豐 （页面存档备份，存于）